# 土御門泰栄
土御門泰栄（つちみかど やすてる、宝暦8年（1758年）10月4日 - 文化3年（1806年）12月15日））は、江戸時代中期の公卿・陰陽家。

## 官歴
- 明和4年（1767年）：従五位下
- 安永元年（1772年）：従五位上、左馬頭
- 安永3年（1774年）：宮内権大輔
- 安永4年（1775年）：陰陽頭
- 安永5年（1776年）：正五位下
- 安永9年（1780年）：従四位下
- 天明4年（1784年）：右衛門佐、従四位上
- 天明8年（1788年）：正四位下
- 寛政2年（1790年）：従三位
- 寛政6年（1794年）：治部卿
- 寛政7年（1795年）：正三位
- 寛政9年（1797年）：修理大夫
- 文化元年（1804年）：踏歌節会外弁
- 文化2年（1805年）：天文博士
- 文化3年（1806年）：正二位

## 系譜
- 実父：倉橋有儀
- 養父：土御門泰信
- 子：土御門泰胤
- 子：土御門晴親